# Marek Czajkowski (politolog)
Marek Czajkowski (ur. 1965) – polski politolog, profesor uczelni na Uniwersytecie Jagiellońskim.

## Życiorys
Stopień doktora nauk humanistycznych w zakresie nauk o polityce otrzymał w 2002 na podstawie pracy pt. Miejsce Europy w polityce bezpieczeństwa Rosji 1992-2002 (promotor: prof. dr hab. Erhard Cziomer), a stopień doktora habilitowanego uzyskał w 2015 na podstawie rozprawy pt. Obrona przeciwrakietowa w stosunkach międzynarodowych.
Wykładowca w Instytucie Nauk Politycznych i Stosunków Międzynarodowych UJ. Jego zainteresowania badawcze koncentrują się wokół zagadnień bezpieczeństwa międzynarodowego, ze szczególnym uwzględnieniem aspektów militarnych (obrona przeciwrakietowa, przestrzeń kosmiczna), jak również znaczenia Rosji w stosunkach międzynarodowych.

## Publikacje
- Przestrzeń kosmiczna w strategii bezpieczeństwa narodowego USA, Kraków 2020.
- Obrona przeciwrakietowa w stosunkach międzynarodowych, Kraków 2013.
- Rosja w Europie, Kraków 2003[3].